# Теорема Брауэра о неподвижной точке
Теорема Брауэра о неподвижной точке — важная теорема о неподвижной точке, применимая к непрерывным отображениям в конечномерных пространствах, являющаяся основной для некоторых более общих теорем.

## История
Приоритет в открытии теоремы принадлежит Пирсу Георгиевичу Болю: в своей работе 1904 года он сформулировал и доказал теорему эквивалентную теореме о неподвижной точке и описал применение этой теоремы к теории дифференциальных уравнений.
Однако его результат не был замечен. 
В 1909 году Брауэр переоткрыл эту теорему для случая {\displaystyle n=3}.

## Формулировка
Обычно теорема формулируется в следующем виде: Любое непрерывное отображение замкнутого шара в себя в конечномерном евклидовом пространстве имеет неподвижную точку.
Более подробно, рассмотрим замкнутый шар в n-мерном пространстве {\displaystyle B^{n}\subset \mathbb {R} ^{n}}. Пусть {\displaystyle f\colon B^{n}\to B^{n}} — некоторое непрерывное отображение этого шара в себя (не обязательно строго внутрь себя, не обязательно биективное, т.е. даже не обязательно сюръективное). Тогда найдется такая точка {\displaystyle x\in B^{n}}, что {\displaystyle f(x)=x}.

## Доказательство
Из подсчёта гомологических или гомотопических групп сферы и шара вытекает, что не существует ретракции шара на его границу.
Пусть теперь {\displaystyle f\colon B^{n}\to B^{n}} — отображение шара в себя, не имеющее неподвижных точек. 
Построим на его основе ретракцию шара на его границу. 
Для каждой точки {\displaystyle x} рассмотрим прямую, проходящую через точки {\displaystyle x} и {\displaystyle f(x)} (она единственна, так как по предположению неподвижных точек нет.). 
Пусть {\displaystyle y} — точка пересечения этой прямой с границей шара, причем {\displaystyle x} лежит между {\displaystyle f(x)} и {\displaystyle y}. 
Легко видеть, что отображение {\displaystyle x\mapsto y} — ретракция шара на его границу. 
Противоречие.

## Вариации и обобщения
- Теорема Какутани о неподвижной точке
- Теорема Шаудера о неподвижной точке[англ.] является обобщением теоремы Брауэра на случай выпуклых компактов в банаховых пространствах.
- Теорема Шаудера — Тихонова является обобщением теоремы Шаудера на случай локально выпуклых топологических векторных пространств.
- Лемма Шпернера — комбинаторный аналог теоремы Брауэра.
- Теорема об инвариантности области — основанное на теореме утверждение что образ непрерывного инъективного отображения Евклидова пространства в себя открыт.

## Следствия
- Теорема о причёсывании ежа
- Теорема Лефшеца